# Liza Helder
Liza Nerelyn Helder (Oranjestad, 23 maggio 1989) è una modella olandese, incoronata Miss Universo Aruba 2012, e rappresentante di Aruba a Miss Universo 2012.

## Biografia
Liza Helder è la prima ad essere stata insignita del titolo Miss Universo Aruba dopo che Marinus Wegereef, ha rilevato i diritti del franchise ed è diventato nuovo direttore del concorso di bellezza.